# Forman (Dakota Północna)
Forman – miasto w Stanach Zjednoczonych, w stanie Dakota Północna, siedziba administracyjna hrabstwa Sargent.